# Casa Lluís Guarro (Sarrià)
La casa Lluís Guarro és un edifici situat als carrers de Carme Karr, 18-24, i de Setantí, 10-12, del barri de Sarrià de Barcelona. Està catalogat com a bé amb elements d'interès (categoria C).

## Història
Va ser projectat el 1921 per l'arquitecte Antoni Puig i Gairalt com a residència de la família de l'industrial paperer Lluís Guarro i Casas. Des de la dècada de 1950, acull l'Escola Pública Italiana.

## Descripció
Edifici d'estil noucentista, que reinterpreta detalls de l'arquitectura popular catalana. Consta de dos cossos, un de planta baixa i dos pisos, i un altre amb façana al carrer. de planta baixa amb tres pisos. Hi destaca el gran ràfec del remat de la coberta realitzat amb bigues de fusta. A l'interior hi ha pintures murals de Josep Obiols a l'antiga sala de música.
També hi van col·laborar en el disseny interior artistes i artesans, com Xavier Nogués (decoració ceràmica del porxo), Joan Mirambell (jardí), Francesc Galí (ornamentació de mobles del menjador i de la sala de música) i Adrià Gual (decoració d'algunes habitacions).